# Sudeki
 (mars 2019).
Si vous disposez d'ouvrages ou d'articles de référence ou si vous connaissez des sites web de qualité traitant du thème abordé ici, merci de compléter l'article en donnant les références utiles à sa vérifiabilité et en les liant à la section « Notes et références ».
Sudeki est un jeu vidéo de type action-RPG qui est d'abord sorti sur Xbox exclusivement et porté plus tard pour Microsoft Windows. 
Le jeu a été développé par le groupe britannique Climax Group. La version Windows a été éditée par Zoo Digital Publishing.

## Synopsis
La reine Lusica d'Haskillia est née membre de la famille royale d'Illumina à une époque bien plus prospère. Hélas, privée d'un père et de l'amour d'une mère gravement malade et incapable de s'occuper d'elle, elle grandit dans la souffrance. Aujourd'hui, son règne est troublé par une guerre qui ravage ces terres autrefois si paisibles.
Aigrie par tous ces déboires, Lusica décharge sa colère sur les envahisseurs akloriens et use de ses considérables pouvoir pour défendre son royaume.
Quatre amis combattent ensemble pour aider la reine. Leur destin va les amener à découvrir d'anciennes divinités, des miracles aux conséquences primordiales et de fantastiques inventions. Pourtant les ennemis les pourchassent sans cesse et la trahison les accompagne partout. Un bon sens de l'observation s'avère vital et permet de découvrir des indices décisifs. Au cours de leur voyage, entre lumière et ténèbres, nos quatre compagnons vont découvrir que ces deux extrêmes ont plus en commun qu'il n'y parait.

## Système de jeu
Le jeu se joue en temps réel, en contrôlant jusqu'à quatre personnage à la fois. Lorsque le joueur a le contrôle de plusieurs personnages, il peut passer de l'un à l'autre et combiner les attaques. Le système de combat est relativement complexe pour un action-RPG, il utilise plusieurs boutons d'action, système de contrôle inspiré des jeux de combats.
Quoi qu'il en soit, il ressemble à Fable, sorti la même année et même éditeur même s'il est développé par Lionhead Studios.

## Musique
Les musiques ont été composées par Tom Colvin.